# Astyochia paulina
Astyochia paulina är en fjärilsart som beskrevs av Druce 1893. Astyochia paulina ingår i släktet Astyochia och familjen mätare. Inga underarter finns listade i Catalogue of Life.